# آلبرشت ون یوهانسدورف
آلبرشت ون یوهانسدورف (انگلیسی: Albrecht von Johansdorf; ۱ ژانویهٔ ۱۱۸۰ – ۱ ژانویهٔ ۱۲۰۹) شاعر و نویسنده المانی که سراینده پنج قطعه شعر حماسی و مهیج برای جذب نیروی نظامی در آلمان در قرون میانه است. به‌علاوه وی در میان سال‌های ۱۱۸۰ تا ۱۲۰۶، شوالیه و وزیر و کشیشی در خدمت اسقفان پاسائو بود. اشعار آلبرشت عمدتاً دربارهٔ جنگ صلیبی سوم و نیز لشکرکشی صلیبی آلمانی‌ها در سال ۱۱۹۷ به شرق هستند.
آلبرشت به احتمال زیاد در سال ۱۱۹۷، نیز به همراه ولف‌گر ون‌ارلا ــ اسقف پاسائو در سال ۱۱۹۱ تا ۱۲۰۴، که در فرماندهی و رهبری لشکرکشی آلمان‌ها به شرق نقش مهمی ایفا نمود ــ به جنگ صلیبی رفت. آلبرشت به نسل اول شاعران صلیبی غزل‌سرا آلمان تعلق دارد.